# Linia kolejowa nr 549
Linia kolejowa nr 549 – zelektryfikowana, jednotorowa linia kolejowa znaczenia miejscowego łącząca rozjazd nr 4 z rozjazdem nr 8 na stacji Warszawa Gdańska.